# Carla Gavazzi
Carla Gavazzi (Bèrgam, 26 de febrer de 1913 – Milà, 25 de maig de 2008) fou una soprano italiana.

## Biografia
Va estudiar en diferents centres de Suïssa i França, rebent classes de violí, francès i alemany. Va debutar com a cantant en 1940 en La Bohème de Puccini, però a causa de l'esclat de la Segona Guerra Mundial la seva carrera es va veure interrompuda, reprenent-la en 1946.
Va cantar en teatres d'arreu d'Itàlia (Florència, Milà, Parma, Brescia, Trieste, Bolonya, Verona, Roma, Nàpols i Palerm entre altres), mentre que a l'estranger solament a Lisboa i Barcelona. El 2 de desembre de 1952 va cantar al Gran Teatre del Liceu de Barcelona l'òpera Risurrezione de Franco Alfano, al costat del baríton barceloní Manuel Ausensi, en l'estrena de l'òpera a Espanya. El seu nom va aparèixer anunciat per a la temporada 1953-1954 del Liceu, però no va actuar.
Es va retirar dels escenaris en 1959 a causa de la malaltia de la gota i per motius familiars. El seu repertori contenia obres de Mozart de Verdi i de Puccini, a més d'altres obres contemporànies.
En els anys cinquanta va enregistrar diverses òperes per a la discogràfica Cetra i va participar en una pel·lícula de l'òpera Cavalleria rusticana de Pietro Mascagni. En 1998 va aparèixer en la pel·lícula documental Opera Fanatic de Stefan Zucker.

## Discografia
- La fanciulla del west, amb Vasco Campagnano, Ugo Savarese, dir. Arturo Basile - Cetra 1950
- Adriana Lecouvreur, amb Giacinto Prandelli, Mitì Truccato Pace, Saturno Meletti, dir. Alfredo Simonetto - Cetra 1950
- Pagliacci, amb Carlo Bergonzi, Carlo Tagliabue, Marcello Rossi, dir. Alfredo Simonetto - Cetra 1951
- Don Giovanni (Dona Elvira), amb Giuseppe Taddei, Italo Tajo, Maria Curtis Verna, Cesare Valletti, Elda Ribetti, dir. Max Rudolf - Cetra 1953

## Vídeo
- Cavalleria rusticana, amb Mario Ortica; Giuseppe Valdengo, dir. Alberto Erede - vídeo RAI 1956.